# Боги войны

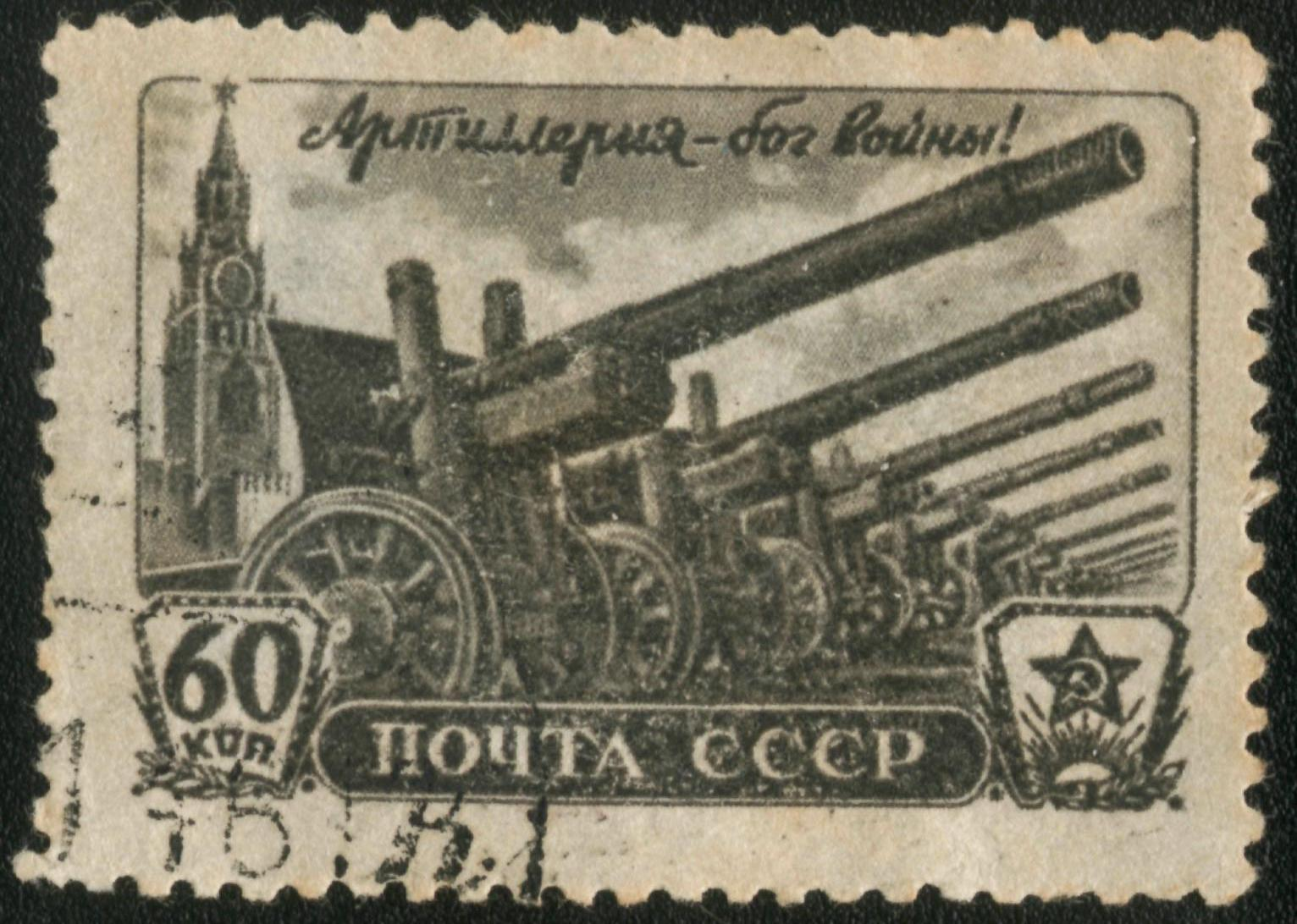
Почтовая марка СССР 1945 года Артиллерия — бог войны!

Боги войны — эпитет и одна из метафор Богов в язычестве. 
Боги войны суровы, коварны и вечно жаждут победы над врагами. В Союзе ССР в годы Великой Отечественной войны в пропагандистских материалах Богом войны называли артиллерию.

## Боги войны в мифологии
Мифотворчество рассматривается как важнейшее явление в культурной истории человечества. Первоначально древний человек очеловечивал элементы окружающего мира.
На стадии перехода от доклассового общественного строя к классовому возникают племенные боги. Чаще всего это боги-воители. Такие боги известны прежде всего у воинствующих племен. Постепенно, когда вокруг самого сильного племени-завоевателя складывался союз племён, в дальнейшем перераставший в государство, племенной бог становился верховным богом, вбирая в себя черты племенных богов покорённых племен. Таким образом зачастую верховный бог несёт в себе черты бога-воителя (Один и т. д.).
По мере разрастания политеистического пантеона боги приобретают более узкую сферу покровительства. Так возникали более специализированные боги войны и т. д. Причем нередко первоначально они несли несколько иной смысл. Так, Марс вначале был богом полей и урожая и лишь потом стал богом войны.
Иногда культы богов войны у различных народов сливаются или переидентифицируются. Луций Корнелий Сулла (138—78 гг. до н. э.) принёс в Рим культ каппадокийской (малоазийской) богини Ма и соединил его с культом Беллоны. Делалось это из следующих соображений: считалось, что подобным образом переманивались боги противника и тот лишался их покровительства.
В различных мифологиях боги войны имели женский облик (Морриган и Маха у кельтов). Нередко функцию Богини войны совмещали Богини-матери, воинственность и агрессивность у этих богинь сочетаются с атрибутами сексуальности и плодородия (Ма и т. д.).
В мифологических сюжетах война нередко связана с творением Космоса из Хаоса и включает в себя защиту творения. Также распространены сюжеты войны между разными поколениями или разными группами богов. Боги зачастую вмешиваются в дела людей и покровительствуют им в жизни, в том числе покровительствуют войнам между племенами, народами и государствами. В мифологических сюжетах конфликты между богами иногда переходили в войны между людьми (Троянская война).